# Sjutton sånger – LeMarc sjunger LeMarc
Sjutton sånger – LeMarc sjunger LeMarc släpptes 2005 och är, som titeln antyder, ett album där Peter LeMarc gjort insjungningar av sina egna låtar. 
Idén till skivan fick LeMarc när han hos tandläkaren fick höra en av sina egna låtar på radion. Han låg kvar i tandläkarstolen och kom på hur han kunde arrangera om den. 
Tolv av de sjutton sångerna är hämtade från LeMarcs egna album. De övriga är dels två sånger som han tidigare hade gett bort till andra artister: "Handens fem fingrar" till Lisa Nilsson och "Sättet" till Anna-Lotta Larsson; dels tre sånger som tidigare var outgivna: "Älskad från första stund", "Marias kyrka" samt "Brev från en bakgård".

## Låtlista
Musik och text av Peter LeMarc.
1. Mellan dej och mej
2. Älskad från första stund
3. Vägen (låter oss längta)
4. Kort vals till min älskade
5. Evelina
6. Marias kyrka
7. Drivved
8. Vänta inte till gryningen när du längtar
9. Mellan månen och mitt fönster
10. Början på en lång historia
11. Fyra steg i det blå
12. Handens fem fingrar
13. Håll om mej!
14. Sättet
15. Brev från en bakgård
16. Ända till september
17. Vaggsång kl. 4

## Medverkande
- Peter LeMarc: sång, gitarr, piano, munspel, autoharpa
- Lars Danielsson: cello, kontrabas
- Martin Hansen: gitarrer, slagverk
- Jesper Nordenström: klaviaturinstrument, gitarrer, slagverk

Producerad av Martin Hansen, Jesper Nordenström och Peter LeMarc.
Orkester-, stråk- och blåsarrangemang: Jesper Nordenström.

## Listplaceringar
| Lista (2005-2006) | Topplacering |
| ----------------- | ------------ |
| Sverige           | 1            |